# آرمن گواریان
آرمن ادواردی گواریان (روسی: Армен Эдуардович Гоарян؛ زادهٔ ۴ مهٔ ۱۹۹۱) بازیکن فوتبال در پست مدافع ارمنی‌تبار اهل روسیه است.

## باشگاهی
از باشگاه‌هایی که در آن بازی کرده‌است می‌توان به باشگاه فوتبال اولیس اشاره کرد.